# Авиация ВМС США
Авиация ВМС США или Военно-морская авиация Соединённых Штатов (англ. United States Naval Aviation) — род войск Военно-морского флота США. Официальное название — Военно-морские воздушные силы (англ. Naval Air Forces).

## Организационная структура
Военно-морские воздушные силы США (англ. Naval Air Forces)
- Военно-морские воздушные силы Тихоокеанского флота США (англ. Naval Air Force U.S. Pacific Fleet)
- Военно-морские воздушные силы Атлантического флота США (англ. Naval Air Force U.S. Atlantic Fleet)

## Боевой состав (2018)
|                                                                                                 | Формирование                                                                               | Формирование                                                                               | Вооружение                                                                                 | Дислокация                                                                                 | Дислокация |
| 1-е авианосное авиационное крыло ( авианосец «Гарри Трумэн» 8-й авианосной ударной группы)      | 1-е авианосное авиационное крыло ( авианосец «Гарри Трумэн» 8-й авианосной ударной группы) | 1-е авианосное авиационное крыло ( авианосец «Гарри Трумэн» 8-й авианосной ударной группы) | 1-е авианосное авиационное крыло ( авианосец «Гарри Трумэн» 8-й авианосной ударной группы) | 1-е авианосное авиационное крыло ( авианосец «Гарри Трумэн» 8-й авианосной ударной группы) |            |
| ----------------------------------------------------------------------------------------------- | ------------------------------------------------------------------------------------------ | ------------------------------------------------------------------------------------------ | ------------------------------------------------------------------------------------------ | ------------------------------------------------------------------------------------------ | ---------- |
|                                                                                                 | 11-я эскадрилья ударных истребителей                                                       | VFA-11 «Red Rippers»                                                                       | F/A-18F Super Hornet                                                                       | Станция авиации ВМС «Ошена»                                                                |            |
|                                                                                                 | 81-я эскадрилья ударных истребителей                                                       | VFA-81 «Sunliners»                                                                         | F/A-18E Super Hornet                                                                       | Станция авиации ВМС «Ошена»                                                                |            |
|                                                                                                 | 136-я эскадрилья ударных истребителей                                                      | VFA-136 «Knighthawks»                                                                      | F/A-18E Super Hornet                                                                       | Станция авиации ВМС «Лемур»                                                                |            |
|                                                                                                 | 211-я эскадрилья ударных истребителей                                                      | VFA-211 «Fighting Checkmates»                                                              | F/A-18F Super Hornet                                                                       | Станция авиации ВМС «Ошена»                                                                |            |
|                                                                                                 | 137-я эскадрилья РЭБ                                                                       | VAQ-137 «Rooks»                                                                            | EA-18G Growler                                                                             | Станция авиации ВМС «Уидби Айленд»                                                         |            |
|                                                                                                 | 126-я авианосная эскадрилья ДРЛО                                                           | VAW-126 «Seahawks»                                                                         | E-2D Hawkeye                                                                               | Станция авиации ВМС «Чамберс Филд»                                                         |            |
|                                                                                                 | 40-я транспортная эскадрилья поддержки флота, 2-е отделение                                | VRC-40 «Rawhides»                                                                          | C-2A Greyhound                                                                             | Станция авиации ВМС «Чамберс Филд»                                                         |            |
|                                                                                                 | 11-я морская эскадрилья боевых вертолетов                                                  | HSC-11 «Dragon Slayers»                                                                    | MH-60S Seahawk                                                                             | Станция авиации ВМС «Чамберс Филд»                                                         |            |
|                                                                                                 | 72-я морская ударная вертолетная эскадрилья                                                | HSM-72 «Proud Warriors»                                                                    | MH-60R Seahawk                                                                             | Станция авиации ВМС «Джэксонвилл»                                                          |            |
| 2-е авианосное авиационное крыло ( авианосец «Карл Винсон» 1-й авианосной ударной группы)       |                                                                                            |                                                                                            |                                                                                            |                                                                                            |            |
|                                                                                                 | 2-я эскадрилья ударных истребителей                                                        | VFA-2 «Bounty Hunters»                                                                     | F/A-18F Super Hornet                                                                       | Станция авиации ВМС «Лемур»                                                                |            |
|                                                                                                 | 34-я эскадрилья ударных истребителей                                                       | VFA-34 «Blue Blasters»                                                                     | F/A-18C Hornet                                                                             | Станция авиации ВМС «Ошена»                                                                |            |
|                                                                                                 | 137-я эскадрилья ударных истребителей                                                      | VFA-137 «Kestrels»                                                                         | F/A-18E Super Hornet                                                                       | Станция авиации ВМС «Лемур»                                                                |            |
|                                                                                                 | 192-я эскадрилья ударных истребителей                                                      | VFA-192 «Golden Dragons»                                                                   | F/A-18E Super Hornet                                                                       | Станция авиации ВМС «Лемур»                                                                |            |
|                                                                                                 | 136-я эскадрилья РЭБ                                                                       | VAQ-136 «Gauntlets»                                                                        | EA-18G Growler                                                                             | Станция авиации ВМС «Уидби Айленд»                                                         |            |
|                                                                                                 | 113-я авианосная эскадрилья ДРЛО                                                           | VAW-113 «Black Eagles»                                                                     | E-2C Hawkeye                                                                               | Станция авиации ВМС «Пойнт-Мугу»                                                           |            |
|                                                                                                 | 30-я транспортная эскадрилья поддержки флота, 2-е отделение                                | VRC-30 «Roughnecks»                                                                        | C-2A Greyhound                                                                             | Станция авиации ВМС «Норт Айленд»                                                          |            |
|                                                                                                 | 4-я морская эскадрилья боевых вертолетов                                                   | HSC-4 «Black Knights»                                                                      | MH-60S Seahawk                                                                             | Станция авиации ВМС «Норт Айленд»                                                          |            |
|                                                                                                 | 78-я морская ударная вертолётная эскадрилья                                                | HSM-78 «Blue Hawks»                                                                        | MH-60R Seahawk                                                                             | Станция авиации ВМС «Норт Айленд»                                                          |            |
| 3-е авианосное авиационное крыло ( авианосец «Дуайт Эйзенхауэр» 10-й авианосной ударной группы) |                                                                                            |                                                                                            |                                                                                            |                                                                                            |            |
|                                                                                                 | 32-я эскадрилья ударных истребителей                                                       | VFA-32 «Swordsmen»                                                                         | F/A-18F Super Hornet                                                                       | Станция авиации ВМС «Ошена»                                                                |            |
|                                                                                                 | 83-я эскадрилья ударных истребителей                                                       | VFA-83 «Rampagers»                                                                         | F/A-18E Super Hornet                                                                       | Станция авиации ВМС «Ошена»                                                                |            |
|                                                                                                 | 105-я эскадрилья ударных истребителей                                                      | VFA-105 «Gunslingers»                                                                      | F/A-18E Super Hornet                                                                       | Станция авиации ВМС «Ошена»                                                                |            |
|                                                                                                 | 131-я эскадрилья ударных истребителей                                                      | VFA-131 «Wildcats»                                                                         | F/A-18E Super Hornet                                                                       | Станция авиации ВМС «Ошена»                                                                |            |
|                                                                                                 | 130-я эскадрилья РЭБ                                                                       | VAQ-130 «Zappers»                                                                          | EA-18G Growler                                                                             | Станция авиации ВМС «Уидби Айленд»                                                         |            |
|                                                                                                 | 123-я авианосная эскадрилья ДРЛО                                                           | VAW-123 «Screwtops»                                                                        | E-2C Hawkeye                                                                               | Станция авиации ВМС «Чамберс Филд»                                                         |            |
|                                                                                                 | 40-я транспортная эскадрилья поддержки флота, 4-е отделение                                | VRC-40 «Rawhides»                                                                          | C-2A Greyhound                                                                             | Станция авиации ВМС «Чамберс Филд»                                                         |            |
|                                                                                                 | 7-я морская эскадрилья боевых вертолетов                                                   | HSC-7 «Dusty Dogs»                                                                         | MH-60S Seahawk                                                                             | Станция авиации ВМС «Чамберс Филд»                                                         |            |
|                                                                                                 | 74-я морская ударная вертолетная эскадрилья                                                | HSM-74 «Swamp Foxes»                                                                       | MH-60R Seahawk                                                                             | Станция авиации ВМС «Джэксонвилл»                                                          |            |
| 5-е авианосное авиационное крыло ( авианосец «Рональд Рейган» 5-й авианосной ударной группы)    |                                                                                            |                                                                                            |                                                                                            |                                                                                            |            |
|                                                                                                 | 27-я эскадрилья ударных истребителей                                                       | VFA-27 «Royal Maces»                                                                       | F/A-18E Super Hornet                                                                       | Станция авиации КМП «Ивакуни»                                                              |            |
|                                                                                                 | 102-я эскадрилья ударных истребителей                                                      | VFA-102 «Diamondbacks»                                                                     | F/A-18F Super Hornet                                                                       | Станция авиации КМП «Ивакуни»                                                              |            |
|                                                                                                 | 115-я эскадрилья ударных истребителей                                                      | VFA-115 «Eagles»                                                                           | F/A-18E Super Hornet                                                                       | Станция авиации КМП «Ивакуни»                                                              |            |
|                                                                                                 | 195-я эскадрилья ударных истребителей                                                      | VFA-195 «Dambusters»                                                                       | F/A-18E Super Hornet                                                                       | Станция авиации КМП «Ивакуни»                                                              |            |
|                                                                                                 | 141-я эскадрилья РЭБ                                                                       | VAQ-141 «Shadowhawks»                                                                      | EA-18G Growler                                                                             | Станция авиации КМП «Ивакуни»                                                              |            |
|                                                                                                 | 125-я авианосная эскадрилья ДРЛО                                                           | VAW-125 «Tiger Tails»                                                                      | E-2C Hawkeye                                                                               | Станция авиации КМП «Ивакуни»                                                              |            |
|                                                                                                 | 30-я транспортная эскадрилья поддержки флота, 5-е отделение                                | VRC-30 «Providers»                                                                         | C-2A Greyhound                                                                             | Станция авиации КМП «Ивакуни»                                                              |            |
|                                                                                                 | 12-я морская эскадрилья боевых вертолетов                                                  | HSC-12 «Golden Falcons»                                                                    | MH-60S Seahawk                                                                             | Станция авиации ВМС «Ацуги»                                                                |            |
|                                                                                                 | 77-я морская ударная вертолетная эскадрилья                                                | HSM-77 «Saberhawks»                                                                        | MH-60R Seahawk                                                                             | Станция авиации ВМС «Ацуги»                                                                |            |
| 7-е авианосное авиационное крыло ( авианосец «Авраам Линкольн» 12-й авианосной ударной группы)  |                                                                                            |                                                                                            |                                                                                            |                                                                                            |            |
|                                                                                                 | 25-я эскадрилья ударных истребителей                                                       | VFA-25 «Fist of the Fleet»                                                                 | F/A-18E Super Hornet                                                                       | Станция авиации ВМС «Лемур»                                                                |            |
|                                                                                                 | 86-я эскадрилья ударных истребителей                                                       | VFA-86 «Sidewinders»                                                                       | F/A-18E Super Hornet                                                                       | Станция авиации ВМС «Лемур»                                                                |            |
|                                                                                                 | 103-я эскадрилья ударных истребителей                                                      | VFA-103 «Jolly Rogers»                                                                     | F/A-18F Super Hornet                                                                       | Станция авиации ВМС «Ошена»                                                                |            |
|                                                                                                 | 143-я эскадрилья ударных истребителей                                                      | VFA-143 «Pukin' Dogs»                                                                      | F/A-18E Super Hornet                                                                       | Станция авиации ВМС «Ошена»                                                                |            |
|                                                                                                 | 140-я эскадрилья РЭБ                                                                       | VAQ-140 «Patriots»                                                                         | EA-18G Growler                                                                             | Станция авиации ВМС «Уидби Айленд»                                                         |            |
|                                                                                                 | 121-я авианосная эскадрилья ДРЛО                                                           | VAW-121 «Bluetails»                                                                        | E-2D Advanced Hawkeye                                                                      | Станция авиации ВМС «Чамберс Филд»                                                         |            |
|                                                                                                 | 40-я транспортная эскадрилья поддержки флота, 3-е отделение                                | VRC-40 «Rawhides»                                                                          | C-2A Greyhound                                                                             | Станция авиации ВМС «Чамберс Филд»                                                         |            |
|                                                                                                 | 5-я морская эскадрилья боевых вертолетов                                                   | HSC-5 «Nightdippers»                                                                       | MH-60S Seahawk                                                                             | Станция авиации ВМС «Чамберс Филд»                                                         |            |
|                                                                                                 | 79-я морская ударная вертолетная эскадрилья                                                | HSM-79 «Griffins»                                                                          | MH-60R Seahawk                                                                             | Станция авиации ВМС «Норт Айленд»                                                          |            |
| 8-е авианосное авиационное крыло ( авианосец «Джордж Буш» 2-й авианосной ударной группы)        |                                                                                            |                                                                                            |                                                                                            |                                                                                            |            |
|                                                                                                 | 31-я эскадрилья ударных истребителей                                                       | VFA-31 «Tomcatters»                                                                        | F/A-18E Super Hornet                                                                       | Станция авиации ВМС «Ошена»                                                                |            |
|                                                                                                 | 37-я эскадрилья ударных истребителей                                                       | VFA-37 «Ragin Bulls»                                                                       | F/A-18C Hornet                                                                             | Станция авиации ВМС «Ошена»                                                                |            |
|                                                                                                 | 87-я эскадрилья ударных истребителей                                                       | VFA-87 «Golden Warriors»                                                                   | F/A-18E Super Hornet                                                                       | Станция авиации ВМС «Ошена»                                                                |            |
|                                                                                                 | 213-я эскадрилья ударных истребителей                                                      | VFA-213 «Black Lions»                                                                      | F/A-18F Super Hornet                                                                       | Станция авиации ВМС «Ошена»                                                                |            |
|                                                                                                 | 131-я эскадрилья РЭБ                                                                       | VAQ-131 «Lancers»                                                                          | EA-18G Growler                                                                             | Станция авиации ВМС «Уидби Айленд»                                                         |            |
|                                                                                                 | 124-я авианосная эскадрилья ДРЛО                                                           | VAW-124 «Bear Aces»                                                                        | E-2C Hawkeye                                                                               | Станция авиации ВМС «Чамберс Филд»                                                         |            |
|                                                                                                 | 40-я транспортная эскадрилья поддержки флота, 5-е отделение                                | VRC-40 «Rawhides»                                                                          | C-2A Greyhound                                                                             | Станция авиации ВМС «Чамберс Филд»                                                         |            |
|                                                                                                 | 9-я морская эскадрилья боевых вертолетов                                                   | HSC-9 «Tridents»                                                                           | MH-60S Seahawk                                                                             | Станция авиации ВМС «Чамберс Филд»                                                         |            |
|                                                                                                 | 70-я морская ударная вертолётная эскадрилья                                                | HSM-70 «Spartans»                                                                          | MH-60R Seahawk                                                                             | Станция авиации ВМС «Джэксонвилл»                                                          |            |
| 9-е авианосное авиационное крыло ( авианосец «Джон К. Стеннис» 3-й авианосной ударной группы)   |                                                                                            |                                                                                            |                                                                                            |                                                                                            |            |
|                                                                                                 | 14-я эскадрилья ударных истребителей                                                       | VFA-14 «Tophatters»                                                                        | F/A-18E Super Hornet                                                                       | Станция авиации ВМС «Лемур»                                                                |            |
|                                                                                                 | 41-я эскадрилья ударных истребителей                                                       | VFA-41 «Black Aces»                                                                        | F/A-18F Super Hornet                                                                       | Станция авиации ВМС «Лемур»                                                                |            |
|                                                                                                 | 97-я эскадрилья ударных истребителей                                                       | VFA-97 «Warhawks»                                                                          | F/A-18E Super Hornet                                                                       | Станция авиации ВМС «Лемур»                                                                |            |
|                                                                                                 | 151-я эскадрилья ударных истребителей                                                      | VFA-151 «Vigilantes»                                                                       | F/A-18E Super Hornet                                                                       | Станция авиации ВМС «Лемур»                                                                |            |
|                                                                                                 | 133-я эскадрилья РЭБ                                                                       | VAQ-133 «Wizards»                                                                          | EA-18G Growler                                                                             | Станция авиации ВМС «Уидби Айленд»                                                         |            |
|                                                                                                 | 117-я авианосная эскадрилья ДРЛО                                                           | VAW-117 «Wallbangers»                                                                      | E-2C Hawkeye                                                                               | Станция авиации ВМС «Пойнт-Мугу»                                                           |            |
|                                                                                                 | 30-я транспортная эскадрилья поддержки флота, 4-е отделение                                | VRC-30 «Pure Horsepower»                                                                   | C-2A Greyhound                                                                             | Станция авиации ВМС «Норт Айленд»                                                          |            |
|                                                                                                 | 14-я морская эскадрилья боевых вертолетов                                                  | HSC-14 «Chargers»                                                                          | MH-60S Seahawk                                                                             | Станция авиации ВМС «Норт Айленд»                                                          |            |
|                                                                                                 | 71-я морская ударная вертолетная эскадрилья                                                | HSM-71 «Raptors»                                                                           | MH-60R Seahawk                                                                             | Станция авиации ВМС «Норт Айленд»                                                          |            |
| 11-е авианосное авиационное крыло ( авианосец «Нимиц» 11-й авианосной ударной группы)           |                                                                                            |                                                                                            |                                                                                            |                                                                                            |            |
|                                                                                                 | 146-я эскадрилья ударных истребителей                                                      | VFA-146 «Blue Diamonds»                                                                    | F/A-18E Super Hornet                                                                       | Станция авиации ВМС «Лемур»                                                                |            |
|                                                                                                 | 147-я эскадрилья ударных истребителей                                                      | VFA-147 «Argonauts»                                                                        | F/A-18E Super Hornet                                                                       | Станция авиации ВМС «Лемур»                                                                |            |
|                                                                                                 | 154-я эскадрилья ударных истребителей                                                      | VFA-154 «Black Knights»                                                                    | F/A-18F Super Hornet                                                                       | Станция авиации ВМС «Лемур»                                                                |            |
|                                                                                                 | 323-я эскадрилья морских истребителей                                                      | VMFA-323 «Death Rattlers»                                                                  | F/A-18C Hornet                                                                             | Станция авиации КМП «Мирамар»                                                              |            |
|                                                                                                 | 142-я эскадрилья РЭБ                                                                       | VAQ-142 «Gray Wolves»                                                                      | EA-18G Growler                                                                             | Станция авиации ВМС «Уидби Айленд»                                                         |            |
|                                                                                                 | 115-я авианосная эскадрилья ДРЛО                                                           | VAW-115 «Liberty Bells»                                                                    | E-2C Hawkeye                                                                               | Станция авиации ВМС «Пойнт-Мугу»                                                           |            |
|                                                                                                 | 30-я транспортная эскадрилья поддержки флота, 3-е отделение                                | VRC-30 «Crusaders»                                                                         | C-2A Greyhound                                                                             | Станция авиации ВМС «Норт Айленд»                                                          |            |
|                                                                                                 | 8-я морская эскадрилья боевых вертолетов                                                   | HSC-8 «Eightballers»                                                                       | MH-60S Seahawk                                                                             | Станция авиации ВМС «Норт Айленд»                                                          |            |
|                                                                                                 | 75-я морская ударная вертолётная эскадрилья                                                | HSM-75 «Wolfpack»                                                                          | MH-60R Seahawk                                                                             | Станция авиации ВМС «Норт Айленд»                                                          |            |
| 17-е авианосное авиационное крыло ( авианосец «Теодор Рузвельт» 9-й авианосной ударной группы)  |                                                                                            |                                                                                            |                                                                                            |                                                                                            |            |
|                                                                                                 | 22-я эскадрилья ударных истребителей                                                       | VFA-22 «Fighting Redcocks»                                                                 | F/A-18F Super Hornet                                                                       | Станция авиации ВМС «Лемур»                                                                |            |
|                                                                                                 | 94-я эскадрилья ударных истребителей                                                       | VFA-94 «Mighty Shrikes»                                                                    | F/A-18F Super Hornet                                                                       | Станция авиации ВМС «Лемур»                                                                |            |
|                                                                                                 | 113-я эскадрилья ударных истребителей                                                      | VFA-113 «Stingers»                                                                         | F/A-18E Super Hornet                                                                       | Станция авиации ВМС «Лемур»                                                                |            |
|                                                                                                 | 312-я эскадрилья морских истребителей                                                      | VMFA-312 «Checkerboards»                                                                   | F/A-18C Hornet                                                                             | Станция авиации КМП «Бофорт»                                                               |            |
|                                                                                                 | 139-я эскадрилья РЭБ                                                                       | VAQ-139 «Cougars»                                                                          | EA-18G Growler                                                                             | Станция авиации ВМС «Уидби Айленд»                                                         |            |
|                                                                                                 | 116-я авианосная эскадрилья ДРЛО                                                           | VAW-116 «Sun Kings»                                                                        | E-2C Hawkeye                                                                               | Станция авиации ВМС «Пойнт-Мугу»                                                           |            |
|                                                                                                 | 30-я транспортная эскадрилья поддержки флота, 1-е отделение                                | VRC-30 «Hustlers»                                                                          | C-2A Greyhound                                                                             | Станция авиации ВМС «Норт Айленд»                                                          |            |
|                                                                                                 | 6-я морская эскадрилья боевых вертолетов                                                   | HSC-6 «Indians»                                                                            | MH-60S Seahawk                                                                             | Станция авиации ВМС «Норт Айленд»                                                          |            |
|                                                                                                 | 73-я морская ударная вертолётная эскадрилья                                                | HSM-73 «Battlecats»                                                                        | MH-60R Seahawk                                                                             | Станция авиации ВМС «Норт Айленд»                                                          |            |

## Вооружение и военная техника (2009)
Данные о технике и вооружении авиации ВМС США взяты со страницы журнала Aviation Week & Space Technology.
| Тип                                                                                       | Производство    | Назначение                                               | Количество       | Примечания                                                             |                 |
| Боевые самолёты                                                                           | Боевые самолёты | Боевые самолёты                                          | Боевые самолёты  | Боевые самолёты                                                        | Боевые самолёты |
| ----------------------------------------------------------------------------------------- | --------------- | -------------------------------------------------------- | ---------------- | ---------------------------------------------------------------------- | --------------- |
| Boeing F/A-18A Boeing F/A-18B Boeing F/A-18C Boeing F/A-18D Boeing F/A-18E Boeing F/A-18F | США             | палубный истребитель-бомбардировщик                      | 742628647156176  |                                                                        |                 |
| Northrop F-5E Northrop F-5F Northrop F-5N                                                 | США             | многоцелевой истребитель учебный истребитель истребитель | 26 4 6           |                                                                        |                 |
| Противолодочные самолёты                                                                  |                 |                                                          |                  |                                                                        |                 |
| Lockheed S-3B                                                                             | США             | палубный противолодочный самолёт                         | 85               |                                                                        |                 |
| Патрульные самолёты                                                                       |                 |                                                          |                  |                                                                        |                 |
| Lockheed P-3C                                                                             | США             | морской патрульный самолёт                               | 170              |                                                                        |                 |
| Транспортные самолёты                                                                     |                 |                                                          |                  |                                                                        |                 |
| Beech UC-12B                                                                              | США             |                                                          | 19               |                                                                        |                 |
| Beech UC-12F                                                                              | США             |                                                          | 12               |                                                                        |                 |
| Boeing C-40A                                                                              | США             |                                                          | 9                |                                                                        |                 |
| Cessna UC-35D                                                                             | США             |                                                          | 1                |                                                                        |                 |
| Grumman C-2A                                                                              | США             |                                                          | 34               |                                                                        |                 |
| Gulfstream C-20A Gulfstream C-20D Gulfstream C-20G                                        | США             |                                                          | 1 2 5            |                                                                        |                 |
| Gulfstream C-37A Gulfstream C-37B                                                         | США             |                                                          | 1 3              |                                                                        |                 |
| Lockheed C-130T                                                                           | США             |                                                          | 19               |                                                                        |                 |
| McDonnell Douglas C-9B                                                                    | США             |                                                          | 15               |                                                                        |                 |
| McDonnell Douglas DC-9-15                                                                 | США             |                                                          | 5                |                                                                        |                 |
| Rockwell CT-39G                                                                           | США             |                                                          | 1                |                                                                        |                 |
| Специальные самолёты                                                                      |                 |                                                          |                  |                                                                        |                 |
| Northrop Grumman E-2C                                                                     | США             | палубный самолёт ДРЛО                                    | 65               |                                                                        |                 |
| Lockheed EP-3E                                                                            | США             | самолёт электронной разведки                             | 11               |                                                                        |                 |
| Boeing E-6B                                                                               | США             | воздушный командный пункт                                | 16               |                                                                        |                 |
| Grumman EA-6B                                                                             | США             | палубный самолёт РЭБ                                     | 87               |                                                                        |                 |
| Boeing EA-18G                                                                             | США             | палубный самолёт РЭБ                                     | 1                |                                                                        |                 |
| Учебные самолёты                                                                          |                 |                                                          |                  |                                                                        |                 |
| Rockwell T-2C                                                                             | США             | учебно-тренировочный самолёт                             | 33               | подлежит полной замене на Boeing T-45C                                 |                 |
| Raytheon T-6A                                                                             | США             | учебно-тренировочный самолёт                             | 49               |                                                                        |                 |
| Beech T-34C                                                                               | США             | учебно-тренировочный                                     | 299              |                                                                        |                 |
| Rockwell T-39G Rockwell T-39N                                                             | США             | учебно-тренировочный самолёт                             | 8 7              |                                                                        |                 |
| Beech T-44A                                                                               | США             | учебно-тренировочный                                     | 52               |                                                                        |                 |
| Boeing T-45C                                                                              | США             | палубный учебно-тренировочный самолёт                    | 218              | британский самолёт Hawker Siddeley Hawk по лицензии производится в США |                 |
| Grumman TE-2C                                                                             | США             | палубный учебный самолёт ДРЛО                            | 2)               |                                                                        |                 |
| Вертолёты                                                                                 |                 |                                                          |                  |                                                                        |                 |
| Bell Helicopter Textron HH-1N                                                             | США             |                                                          | 11               |                                                                        |                 |
| Bell Helicopter Textron TH-57B Bell Helicopter Textron TH-57C                             | США             |                                                          | 44 85            |                                                                        |                 |
| Sikorsky MH-53E                                                                           | США             |                                                          | 36               |                                                                        |                 |
| Sikorsky HH-60H Sikorsky MH-60R Sikorsky MH-60S Sikorsky SH-60B Sikorsky SH-60F           | США             |                                                          | 49 10 109 129 60 |                                                                        |                 |

## Опознавательные знаки
- Опознавательный знак авиации ВМС США
- Вариант уменьшенной видимости
- Построение

### Эволюция опознавательных знаков
| Опознавательный знак | Знак на фюзеляж | Знак на киль | Когда использовался         | Порядок нанесения |
| -------------------- | --------------- | ------------ | --------------------------- | ----------------- |
|                      |                 | нет          | август 1919 — май 1942      |                   |
|                      |                 | нет          | май 1942 — июнь 1943        |                   |
|                      |                 | нет          | июнь 1943 — сентябрь 1943   |                   |
|                      |                 | нет          | сентябрь 1943 — январь 1947 |                   |
|                      |                 | нет          | январь 1947 — наши дни      |                   |

## Знаки различия

### Адмиралы и офицеры
| Категории                            | Адмиралы      | Адмиралы | Адмиралы     | Адмиралы                  | Адмиралы                  | Офицеры            | Офицеры            | Офицеры              | Офицеры           | Офицеры                 | Офицеры   | Офицеры |
| ------------------------------------ | ------------- | -------- | ------------ | ------------------------- | ------------------------- | ------------------ | ------------------ | -------------------- | ----------------- | ----------------------- | --------- | ------- |
| Металлич. знак Погон Нарукавный знак |               |          |              |                           |                           |                    |                    |                      |                   |                         |           |         |
| Англоязычное звание                  | Fleet Admiral | Admiral  | Vice Admiral | Rear Admiral (upper half) | Rear Admiral (lower half) | Captain            | Commander          | Lieutenant Commander | Lieutenant        | Lieutenant Junior Grade | Ensign    |         |
| Перевод                              | Адмирал флота | Адмирал  | Вице-адмирал | Контр-адмирал             | Контр-адмирал             | Кэптен             | Коммандер          | Лейтенант-коммандер  | Лейтенант         | Младший лейтенант       | Энсин     |         |
| Российское соответствие              | Адмирал флота | Адмирал  | Вице-адмирал | Контр-адмирал             | нет                       | Капитан 1-го ранга | Капитан 2-го ранга | Капитан 3-го ранга   | Капитан-лейтенант | Старший лейтенант       | Лейтенант |         |

### Подофицеры
| Категории                            | Подофицеры                     | Подофицеры                     | Подофицеры                     | Подофицеры                     |
| ------------------------------------ | ------------------------------ | ------------------------------ | ------------------------------ | ------------------------------ |
| Металлич. знак Погон Нарукавный знак |                                |                                |                                |                                |
| Английское звание                    | Chief Warrant Officer (5)      | Chief Warrant Officer (4)      | Chief Warrant Officer (3)      | Chief Warrant Officer (2)      |
| Русское название                     | Старший уорент-офицер 5 класса | Старший уорент-офицер 4 класса | Старший уорент-офицер 3 класса | Старший уорент-офицер 2 класса |
| Российское соответствие              | нет                            | нет                            | нет                            |                                |

### Старшины и матросы
| Категории               | Старшины                               | Старшины                     | Старшины                   | Старшины            | Старшины                  | Старшины                   | Старшины                  | Матросы | Матросы           | Матросы        |
| ----------------------- | -------------------------------------- | ---------------------------- | -------------------------- | ------------------- | ------------------------- | -------------------------- | ------------------------- | ------- | ----------------- | -------------- |
| Металлический знак      |                                        |                              |                            |                     |                           |                            |                           | нет     | нет               | нет            |
| Шеврон                  |                                        |                              |                            |                     |                           |                            |                           |         |                   | нет            |
| Английское звание       | Master Chief Petty Officer of the Navy | Master Chief Petty Officer   | Senior Chief Petty Officer | Chief Petty Officer | Petty Officer First Class | Petty Officer Second Class | Petty Officer Third Class | Seaman  | Seaman Apprentice | Seaman Recruit |
| Русское название        | Мастер-главный старшина BMC            | Мастер-главный старшина      | Первый главный старшина    | Главный старшина    | Старшина первого класса   | Старшина второго класса    | Старшина третьего класса  | Матрос  | Младший матрос    | Матрос-рекрут  |
| Российское соответствие | —                                      | Главный корабельный старшина | —                          | Главный старшина    | Старшина 1-й статьи       | Старшина 2-й статьи        | Старший матрос            | Матрос  | —                 | —              |